# Секу Умар Драме
Секу Умар Драме (фр. Sékou Oumar Drame, нар. 21 грудня 1973, Конакрі) — гвінейський футболіст, що грав на позиції захисника, зокрема за низку польських клубних команд, а також за національну збірну Гвінеї.

## Клубна кар'єра
У дорослому футболі дебютував 1993 року виступами за івуарійську команду «Стад Абіджан», в якій провів два сезони. 
1995 року грав на батьківщині за клуб «Гороя», після чого був запрошений приєднатися до польського клубу «Лех» (Познань). Спочатку мав у складі його команди постійну ігрову практику, утім згодом став гравцем глибокого резерву. 1998 року віддавався в оренду до «Дискоболії», наступного 1999 року перейшов до «Вісли» (Плоцьк), а завершував виступи в Польщі 2000 року граючи за друголіговий «Островець-Свентокшиський».
Провівши деякий час без клубу, влітку 2001 року знайшов варіант відновити кар'єру, приєднавшись до «Серкль Атлетіка», команди п'ятого французького дивізіону. Згодом 2003 року грав за еміратські «Аль-Іттіхад» та «Дубай», а завершував ігрову кар'єру в Індонезії, в командах «Бонтанг» та «Шривіджая».

## Виступи за збірну
1993 року дебютував в офіційних матчах у складі національної збірної Гвінеї. Брав участь у Кубках африканських націй 1994 і 1998 років.
Досвідчений захисник був у заявці збірної на Кубку африканських націй 2004 року в Тунісі, в іграх якого участі не брав. Після турніру до лав національної команди більше не залучався. Загалом протягом 12-річної кар'єри в ній провів у її формі 28 матчів, забивши два голи.